# Subprefectura Shiribeshi

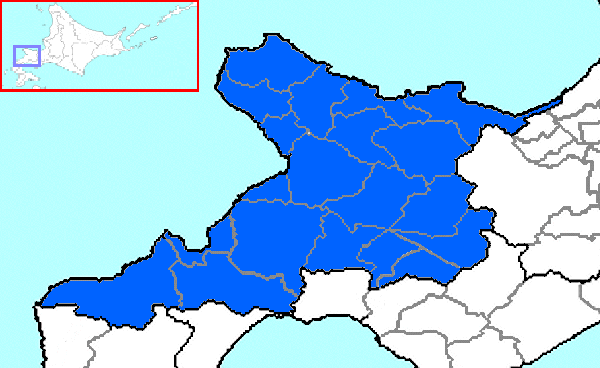
Subprefectura Shiribeshi

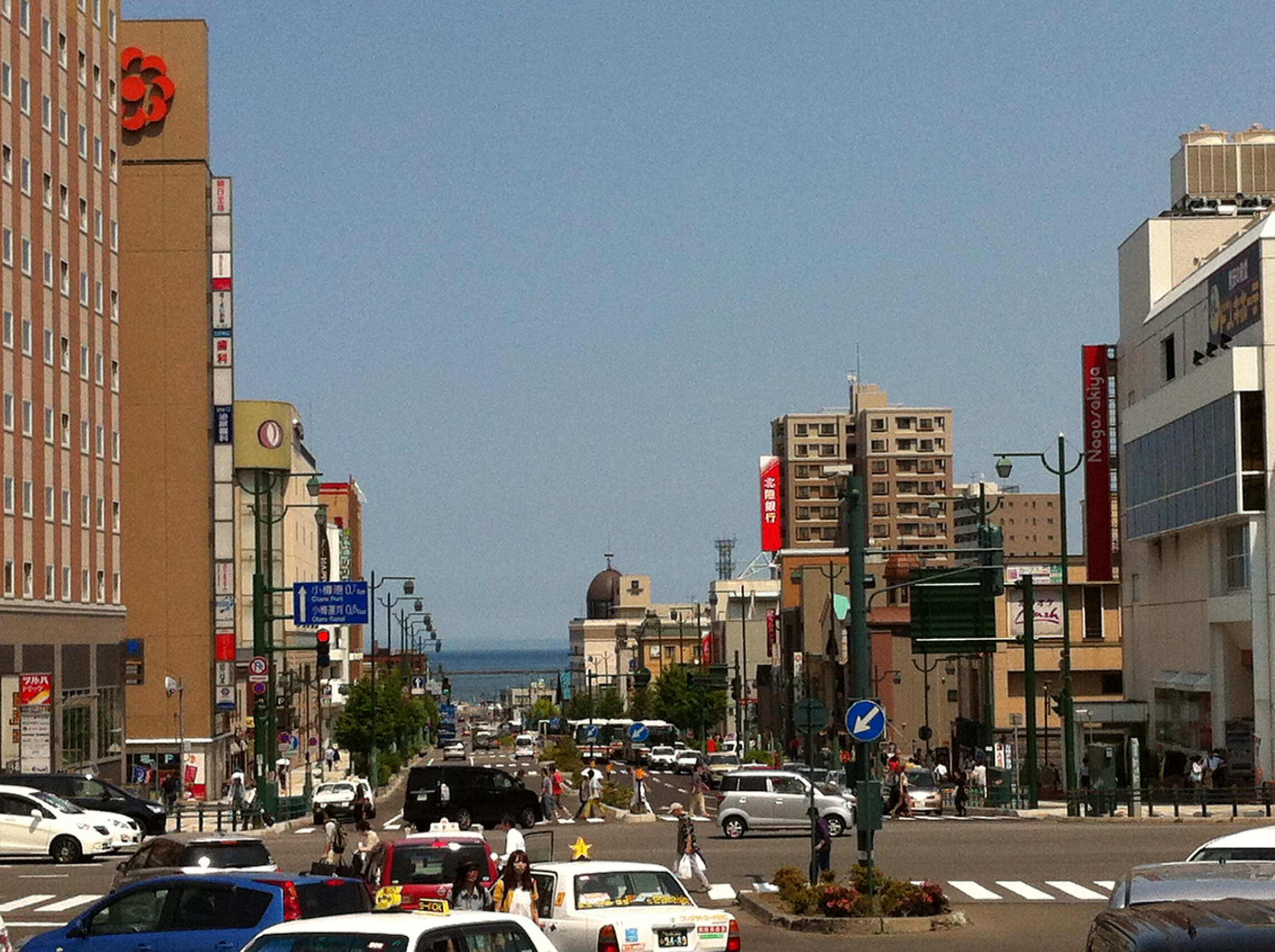
Otaru

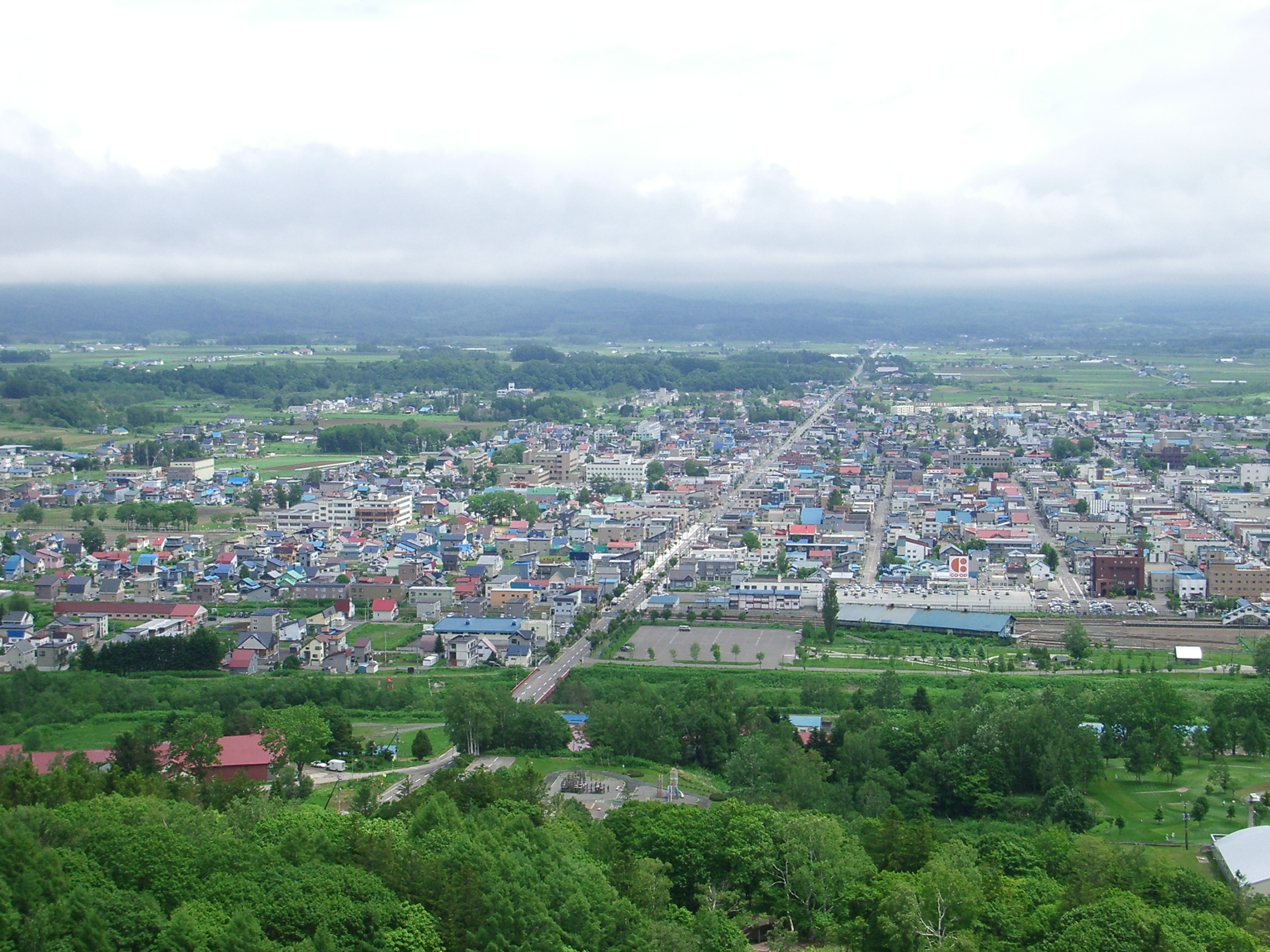
(reședința)

Subprefectura Shiribeshi (後志総合振興局 Shiribeshi-sōgō-shinkō-kyoku?) este o subprefectură a prefecturei Hokkaido, Japonia. Reședința este la Kutchan⁠(d). Pe 31 iulie 2004, populația sa era estimată la 256.184 de locuitori, iar suprafața totală era de 4,305.65 km2.

## Municipii
| Nume                   | Nume     | Suprafață | Populația | District             | Tip      | Hartă |
| Rōmaji                 | Kanji    | Suprafață | Populația | District             | Tip      | Hartă |
| ---------------------- | -------- | --------- | --------- | -------------------- | -------- | ----- |
| Akaigawa⁠(d)            | 赤井川村 | 280.11    | 1,157     | Districtul Yoichi    | sat      |       |
| Furubira⁠(d)            | 古平町   | 188.41    | 3,265     | Districtul Furubira  | oraș mic |       |
| Iwanai⁠(d)              | 岩内町   | 70.64     | 13,210    | Districtul Iwanai    | oraș mic |       |
| Kamoenai⁠(d)            | 神恵内村 | 147.71    | 904       | Districtul Furuu     | sat      |       |
| Kimobetsu⁠(d)           | 喜茂別町 | 189.51    | 2,286     | Districtul Abuta     | oraș mic |       |
| Kuromatsunai⁠(d)        | 黒松内町 | 345.65    | 2,739     | Districtul Suttsu    | oraș mic |       |
| Kutchan⁠(d) (reședința) | 倶知安町 | 261.24    | 15,573    | Districtul Abuta     | oraș mic |       |
| Kyōgoku⁠(d)             | 京極町   | 231.61    | 3,144     | Districtul Abuta     | oraș mic |       |
| Kyōwa⁠(d)               | 共和町   | 304.96    | 6,136     | Districtul Iwanai    | oraș mic |       |
| Makkari⁠(d)             | 真狩村   | 114.43    | 2,081     | Districtul Abuta     | sat      |       |
| Niki⁠(d)                | 仁木町   | 167.93    | 3,874     | Districtul Yoichi    | oraș mic |       |
| Niseko⁠(d)              | ニセコ町 | 197.13    | 4,938     | Districtul Abuta     | oraș mic |       |
| Otaru                  | 小樽市   | 243.13    | 115,333   | niciun district      | oraș     |       |
| Rankoshi⁠(d)            | 蘭越町   | 449.68    | 4,893     | Districtul Isoya     | oraș mic |       |
| Rusutsu⁠(d)             | 留寿都村 | 119.92    | 1,940     | Districtul Abuta     | sat      |       |
| Shakotan⁠(d)            | 積丹町   | 238.2     | 2,215     | Districtul Shakotan  | oraș mic |       |
| Shimamaki⁠(d)           | 島牧村   | 437.26    | 1,560     | Districtul Shimamaki | sat      |       |
| Suttsu                 | 寿都町   | 95.36     | 3,113     | Districtul Suttsu    | oraș mic |       |
| Tomari⁠(d)              | 泊村     | 82.35     | 1,750     | Districtul Furuu     | sat      |       |
| Yoichi⁠(d)              | 余市町   | 140.6     | 19,698    | Districtul Yoichi    | oraș mic |       |

## Istoric
- 1897: Subprefecturile Otaru, Iwanai și Suttsu au fost înființate.
- 1899: Satul Kutchan (în prezent Orașul Kutchan și Orașul Kyōgoku) din districtul Abuta a fost transferat din Subprefectura Muroran (în prezent subprefectura Iburi) către Subprefectura Iwanai.
- 1899: Subprefecturile Otaru, Iwanai și Suttsu au fost comasate pentru a forma Subprefectura Shiribeshi. Satele Makkari (în prezent Satul Makkari, Orașul Kimobetsu și Satul Rusutsu) și Kaributo (în prezent Orașul Niseko) din districtul Abuta au fost transferate din Subprefectura Muroran.